# Selenops vinalesi
Espèce
Selenops vinalesi est une espèce d'araignées aranéomorphes de la famille des Selenopidae.

## Distribution
Cette espèce est endémique de Cuba. Elle se rencontre dans les provinces de Pinar del Río et d'Artemisa.

## Description
La femelle holotype mesure  8,5 mm. Le mâle décrit par Alayón en 2005 mesure 6,30 mm et la femelle 9,30 mm.

## Étymologie
Son nom d'espèce lui a été donné en référence au lieu de sa découverte, Vinales.

## Publication originale
- Muma, 1953 : A study of the spider family Selenopidae in North America, Central America, and the West Indies. American Museum novitates, no 1619, p. 1-55 (texte intégral).